# Lăpugiu de Jos
Lăpugiu de Jos là một xã thuộc hạt Hunedoara, România. Dân số thời điểm năm 2002 là 1750 người.